# Love Me Tender (canción)
«Love Me Tender»  (en español, «Ámame tiernamente») es una canción de Elvis Presley, publicada por  Elvis Presley Music, adaptada de «Aura Lee» (o «Aura Lea»), una balada sentimental de la Guerra de Secesión. La misma constituyó el tema principal de la primera película cinematográfica de Elvis que llevaba el mismo nombre, Love me tender. 
El sencillo vendió más de 3.000.000 de copias en Estados Unidos y está certificado por la RIAA como triple disco de platino. 

## Antecedentes y composición
«Aura Lee» fue lanzada en 1861 con música de George R. Poulton y letras de W.W. Fosdick. Esta canción de la guerra de Secesión se volvió luego muy popular en clubes durante eventos musicales También se cantaba en la Academia Militar de los Estados Unidos en West Point, Nueva York. 
Elvis Presley interpretó «Love Me Tender» en The Ed Sullivan Show el 9 de septiembre de 1956, poco antes del lanzamiento del sencillo y cerca de un mes antes del lanzamiento de la película, Love Me Tender, para la cual se grabó originalmente la canción. 
En los días sucesivos, RCA recibió un millón de solicitudes anticipadas de preventa, lo que hizo que la canción fuera certificada disco de oro antes incluso de ser lanzada al mercado. El estudio, 20th Century Fox, originalmente quería que la película se llamara "The Reno Brothers", pero lo cambió por Love Me Tender para aprovechar la popularidad de la canción.
Hal Wallis, productor de la película, no permitió que Presley fuera acompañado por su banda regular, integrada por Scotty Moore, Bill Black y D.J. Fontana. En cambio, la banda sonora fue provista por The Ken Darby Trio con Red Robinson en tambores, Charles Prescott en el bajo, Vita Mumolo en la guitarra y Jon Dodson en los coros, con Presley cantando solo la voz principal.
La canción le fue acreditada compositivamente a Presley y Vera Matsonc.
Presley recibió los créditos por coescribir la canción  Elvis también  coescribió «You'll Be Gone» y «That's Someone You Never Forget». Como sucedió al inicio de su carrera en RCA, Presley tomó el control del estudio aunque no fue acreditado como productor. Al igual que sucediera con Heartbreak Hotel con frecuencia cambiaba los arreglos y la letra hasta el punto en que la canción original era casi irreconocible,

## Grabación de Elvis Presley
La canción alcanzó el número uno en las listas de Billboard la semana del 3 de noviembre de 1956 y permaneció en esa posición por 5 semanas, llegando al puesto 11 en el Reino Unido. «Love Me Tender» también alcanzó el número tres por tres semanas en las listas de R&B. Asimismo fue un logro porque «Love Me Tender» sucedió a otro sencillo de Presley, «Hound Dog/Don't Be Cruel» en el número uno. Esto marcó dos eventos importantes en la historia de Billboard. 
Durante ese tiempo, Elvis alcanza otro récord: el de mayor tiempo consecutivo en el número uno de un artista —16 semanas—, manteniéndose en ese logro durante casi cuatro décadas.
Esta versión fue elegida número 437 en la lista de Rolling Stone de Las 500 mejores canciones de todos los tiempos.
Aunque Presley nunca volvió a grabar «Love Me Tender» en un estudio, sí lo haría en vivo en su regreso a las actuaciones en vivo. Así fue que de manera se lanzaron dos versiones grabadas en vivo en los álbumes: NBC-TV Special (1968) y Elvis: As Recorded at Madison Square Garden (1972), con interpretaciones adicionales de apariciones en concierto y televisión. La canción también fue interpretada en la película Elvis on Tour (1972), ganadora de un Globo de Oro.

## Versiones

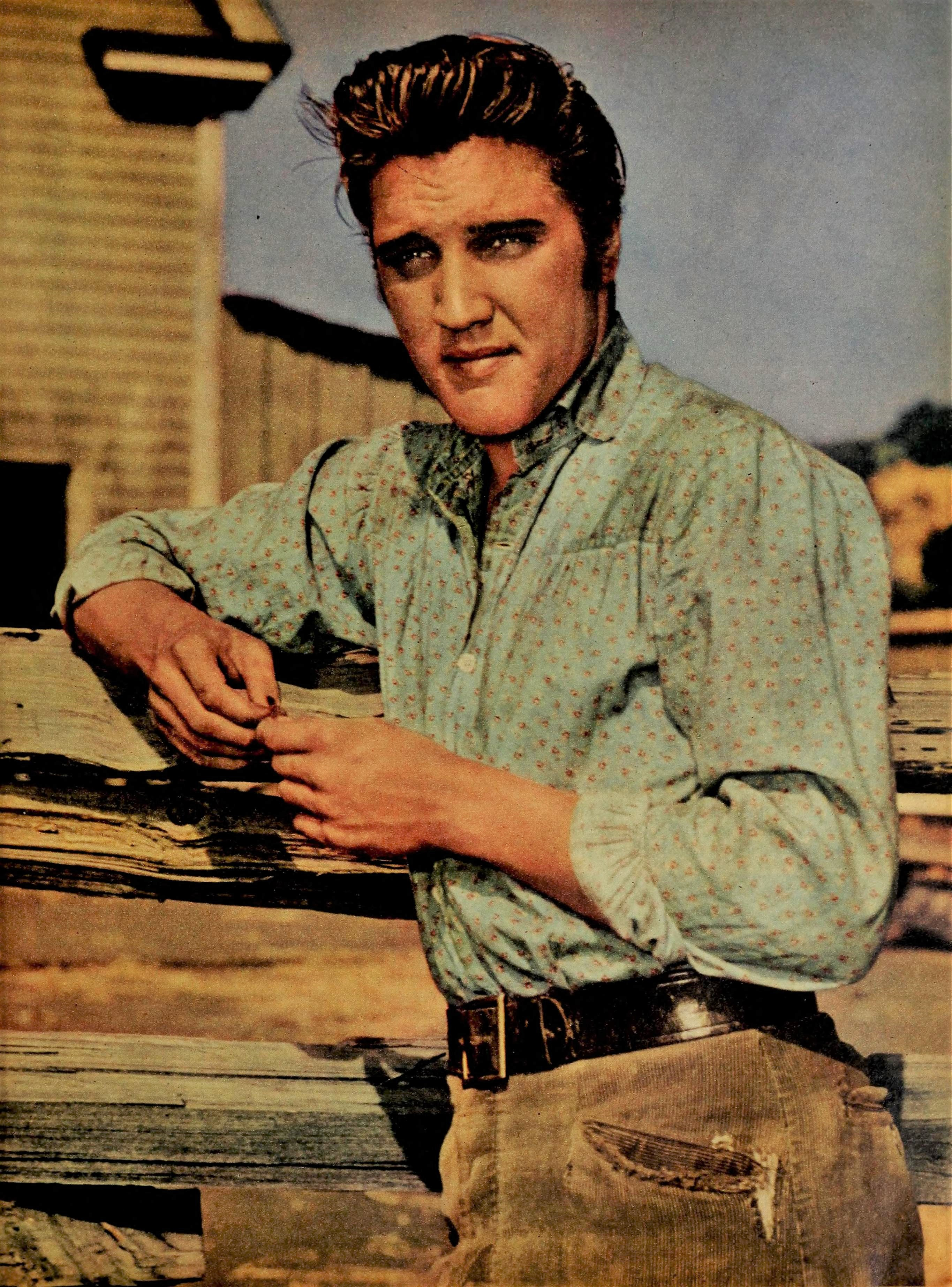
Elvis Presley durante la filmación de la película Love Me Tender

- Love me tender - 2:41 - grabado el 24 de agosto de 1956
- Love me tender - 1:08 - grabado el 1 de octubre de 1956
- Love me tender (versión estéreo sin lanzar) - 2:42 - grabado el 24 de agosto de 1956 [8]

El CD de 1997 Jailhouse Rock (EP) con bonus tracks contenía las tres versiones.

## The Frank Sinatra Timex Show: Welcome Home Elvis
En 1960 Elvis Presley fue invitado a un especial televisivo de la cadena ABC conducido por Frank Sinatra titulado "Bienvenido a casa Elvis" donde ambos artistas aparecieron cantando juntos. La propuesta de Sinatra fue la de que Elvis interpretara un tema de él mientras Sinatra interpretaba un tema característico de Elvis por lo cual Sinatra interpretó Love Me Tender y Elvis cantó Witchcraft. Ambos artistas cantaron algunos versos de cada una de las respectivas canciones de manera alternada para luego finalizar ambos a dúo con los dos últimos versos de Love Me Tender. 

## Versiones por otros artistas
- Della Reese grabó la canción en 1983 para el álbum «Sure Like Lovin' You».
- Richard Chamberlain llegó al número 21 en la lista Billboard Pop singles con su versión cuando la grabó como un sencillo en 1962 para MGM.
- Percy Sledge alcanzó el Top 40 con una versión de 1967, llegando al puesto 40 en el Billboard Pop, 35 en la lista R&B y 35 en la lista de Canadá.
- B.B. King grabó la canción en su álbum de 1982 para MCA, Love Me Tender.
- Linda Ronstadt hizo lo propio para Living in the USA.
- The Platters la grabaron como sencillo en 1964, Mercury 72359, y en su álbum de 1965 Love Me Tender.
- Stuart Sutcliffe la interpretó con The Beatles, aunque nunca fue grabada.[11]
- Amy Grant grabó la canción para la banda de sonido de Honeymoon in Vegas en 1992.
- Merle Haggard grabó la canción para su álbum de My Farewell to Elvis.
- La banda uruguaya Trotsky Vengarán grabó una versión para su álbum de estudio de 2002 «Todo lo Contrario».
- Muslim Magomayev la grabó en 2007.
- Ricky Nelson interpretó la canción en un episodio de la serie de TV The Adventures of Ozzie and Harriet.
- Engelbert Humperdinck grabó la canción para su álbum #1 Love Songs of All-Time.
- Norah Jones y Adam Levy hicieron lo propio para la banda de sonido de The Princess Diaries 2: Royal Engagement[12]
- James Brown lanzó una versión como sencillo lado A en 1978, «Have A Happy Day», Polydor 14460, y como lado B de «The Spank» con Polydor 14487, como tributo.
- Tony Bennett grabó una versión en el álbum de 1994 para Mercury It's Now or Never: The Tribute to Elvis Presley.
- Frank Sinatra grabó una versión en 1960 a dueto con Elvis Presley y en su colección Trilogy en 1980.
- Johnny Mathis grabó una versión en 2010 en su álbum Let It Be Me.
- Thalía grabó una versión en 2010 en el álbum «Viva Elvis».
- Mick Ronson versionó la canción en su álbum de 1974 Slaughter on 10th Avenue.
- Annette Peacock versionó la canción en su álbum de 1972 I'm the One.
- Scatman John versionó la canción para un sencillo exclusivo de Japón en 1996, y también fue presentada en una compilación llamada The Best of Scatman John, lanzada en el año 2002 (Igual exclusivo de Japón).
- Il Divo, el grupo de crossover musical, versionó la canción a cuatro voces melódicas, incluida en su disco Timeless en 2018.